# IBM 3590

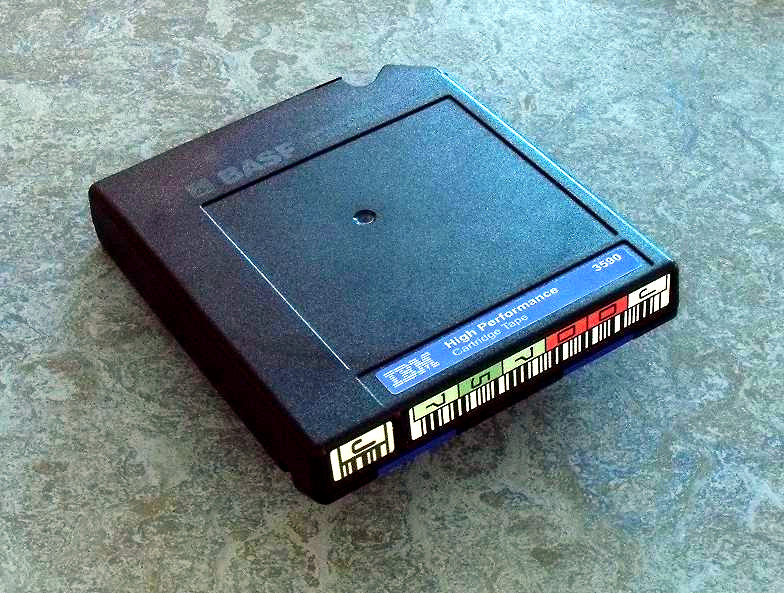
Cartouche 3590.

IBM 3590 est une technique de stockage d'information sur bande magnétique développée par IBM. Les bandes 3590 peuvent contenir jusqu'à 60 Go de données (non compressé).
Le premier lecteur de ce type a été commercialisé en 1995 sous le nom Magstar. Ils remplaçaient alors la famille IBM 3480.
Depuis les lecteurs et bandes de la série 3590 ont été remplacés par le format IBM 3592.

## Lecteurs
- 3590 B Model (3590 B11/B1A), 128 tracks
- 3590 E Model (3590 E11/E1A), 256 tracks
- 3590 H Model (3590 H11/H1A), 384 tracks

## Bandes
|                             | Longueur (m) | 3590 B Model | 3590 E Model | 3590 H Model |
| "High-Performance"          | 320 m        | 10 Go        | 20 Go        | 30 Go        |
| "Extended High-Performance" | 634 m        | 20 Go        | 40 GB        | 60 Go        |